# Luís de Camoens
Luís Vaz de Camoens, en portugués: Camões (Lisboa, c. 1524-Lisboa, 10 de junio de 1580), fue un escritor y poeta portugués, generalmente considerado como el mayor poeta en lengua portuguesa; también escribió algunos sonetos en castellano.
Poco se sabe con certeza sobre su vida. Aparentemente nació en Lisboa, de una familia de la alta burguesía. Todo son conjeturas sobre su infancia, pero recibió una sólida educación clásica desde temprana edad, por lo que dominaba el latín y conocía la literatura e historia antigua y moderna. Es posible que hubiese estudiado en la Universidad de Coímbra, pero sus estudios allí no están documentados. Asistió a la corte del rey Juan III, donde inició su carrera como poeta lírico y se involucró, según cuenta la tradición, en amoríos con mujeres nobles y posiblemente plebeyas, además de llevar una vida turbulenta y bohemia. Se dice que, por un amor frustrado, se exilió en África, enlistándose como militar, donde perdió un ojo en combate. De regreso a Portugal, hirió a un criado de Palacio y fue arrestado. Indultado, partió hacia Oriente. Allí pasó varios años y tuvo que enfrentar una serie de adversidades, fue arrestado varias veces, luchó junto a las fuerzas portuguesas y escribió su obra más conocida, la epopeya nacionalista Los lusiadas. De regreso a su tierra, publicó Los lusiadas y recibió una pequeña pensión del rey Sebastián I por sus servicios a la Corona, pero en sus últimos años parece haber tenido dificultades económicas.
Poco después de su muerte, su obra lírica fue publicada en la antología Rimas, habiendo dejado también tres comedias. Durante su vida se quejó varias veces de las supuestas injusticias que había sufrido y de la poca atención que recibía su obra, pero poco después de su muerte su poesía comenzó a ser reconocida como valiosa y de alto nivel estético por varios nombres ilustres de la literatura europea, ganando un prestigio cada vez mayor entre el público y los expertos, e influyendo en generaciones de poetas de varios países. Camoens fue un renovador de la lengua portuguesa y estableció para ella un canon duradero; se convirtió en uno de los más fuertes símbolos de identidad de su patria y es una referencia para toda la comunidad internacional de habla portuguesa. Hoy su fama está sólidamente asentada y es considerado una de las grandes figuras literarias de la tradición occidental, habiendo sido traducido a numerosos idiomas y siendo objeto de una gran cantidad de estudios críticos.

## Biografía

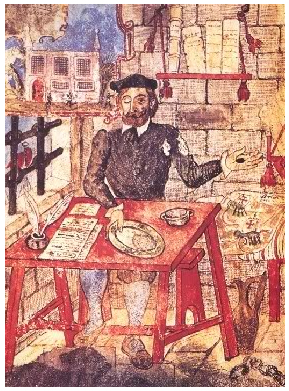
Camoens en la prisión de Goa, en una pintura anónima de 1556.

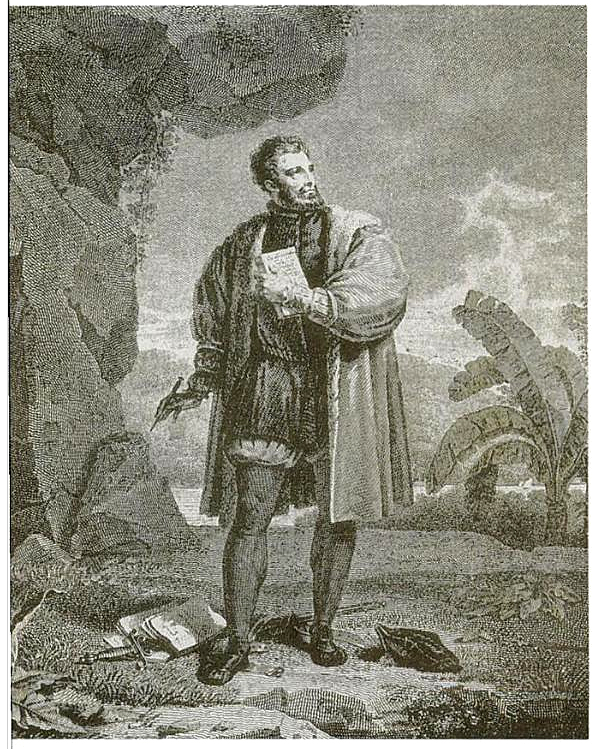
Camoens en la gruta de Macao, en un grabado de Desenne, 1817

Gran parte de la información sobre la biografía de Camoens genera dudas y, probablemente, mucho de lo que circula sobre él no es más que el típico folclore que se forma en torno a un personaje célebre. Solo se documentan algunas fechas que marcan su trayectoria. La casa solariega de los Camoens tuvo su origen en Galicia, no lejos del cabo Finisterre. Por línea paterna, Luís de Camoens sería descendiente de Vasco Peres de Camones, trovador, guerrero y noble gallego, que se trasladó a Portugal en 1370 y recibió grandes beneficios del rey en cargos, honores y tierras, y cuya poesía, de naturaleza nacionalista, contribuyó a alejar la influencia inglesa e italiana y dar forma a un estilo trovadoresco nacional. Antonio Vaz de Camoens, en portugués: Antão Vaz de Camões, hijo de Vasco Peres, sirvió en el mar Rojo, casándose con Guiomar de Gama, pariente de Vasco de Gama. De este matrimonio nacieron Simón Vaz de Camoens, en portugués: Simão Vaz de Camões, que sirvió en la Marina Real y comerció en Guinea e India, y otro hermano, Bento, que siguió la carrera de Letras y el sacerdocio, ingresando en el Monasterio de Santa Cruz de los Agustinos, una prestigiosa escuela para muchachos jóvenes de la nobleza portuguesa. Simón se casó con Ana de Sá e Macedo, también de familia noble, originaria de Santarén. Su único hijo, Luís Vaz de Camoens, según Jayne, Fernandes y algunos otros autores, nació en Lisboa en 1524. Tres años después, con la ciudad amenazada por la peste, la familia se trasladó, acompañando a la corte, a Coímbra. Sin embargo, otras ciudades reclaman el honor de ser su lugar de nacimiento: Coimbra, Santarén y Alenquer. Aunque los primeros biógrafos de Camões, Severim de Faria y Manoel Correa, inicialmente dieron su año de nacimiento en 1517, los registros de las listas de la Casa de Indias, consultados por Manuel de Faria e Sousa, parecen establecer que Camoens nació en realidad en Lisboa, en 1524. Los argumentos para afirmar un nacimiento en Lisboa son débiles; pero esto tampoco está completamente fuera de toda duda, por lo que los críticos más recientes consideran incierto su lugar y fecha de nacimiento.
Su infancia sigue siendo una incógnita. A los doce o trece años habría sido protegido y educado por su tío Bento, que lo envió a estudiar a Coímbra. La tradición dice que fue un estudiante poco disciplinado, pero ávido de conocimientos, interesado en la historia, la cosmografía y la literatura clásica y moderna. Sin embargo, su nombre no consta en los registros de la Universidad de Coímbra, pero es cierto, por su elaborado estilo y la profusión de citas eruditas que aparecen en sus obras, que, de alguna manera, recibió una sólida formación. Es posible que lo instruyera su propio tío, siendo en este momento rector de la Universidad y prior del Monasterio de Santa Cruz, o que estudiara en el colegio del monasterio. A los veinte años se habría trasladado a Lisboa, antes de completar sus estudios. Su familia era pobre, pero siendo noble pudo ser admitido y establecer fructíferos contactos intelectuales en la corte de Juan III, iniciándose en la poesía.
Se ha sugerido que se ganaba la vida como preceptor de Francisco, hijo del Conde de Linhares, Antonio de Noronha, pero hoy en día esto parece inverosímil. También se dice que llevó una vida bohemia, frecuentando las tabernas, implicándose en desórdenes y tumultuosas aventuras amorosas. Varias damas son mencionadas por su nombre como objeto de sus amores en biografías posteriores del poeta, pero aunque no se niega que debió haber amado a alguna mujer, esas identificaciones nominales ahora se consideran adiciones apócrifas a su leyenda. Entre ellos, por ejemplo, se hablaba de una pasión por la infanta María, hermana del rey, atrevimiento que le habría valido un tiempo en prisión, y Catarina de Ataíde, que siendo otro amor frustrado, según versiones habría provocado su autoexilio, primero en Ribatejo, y más tarde alistarse como soldado en Ceuta. Los motivos del viaje son dudosos, pero se da por hecho su estancia allí, permaneciendo dos años y perdiendo el ojo derecho en un combate naval en el estrecho de Gibraltar. A su regreso a Lisboa, pronto reanudó su vida bohemia.
Un documento que data de 1550 lo registra como alistado para viajar a la India: «Luís de Camões, hijo de Simón Vaz y Ana de Sá, residente en Lisboa, en Mouraria; escudero de 25 años, de barba roja, traído como fiador de su padre, ve en la nave de S. Pedro dos Burgaleses [...] entre los hombres de armas». Finalmente no abordó de inmediato. En una procesión de Corpus Christi tuvo un altercado con un tal Gonçalo Borges, empleado de Palacio, y lo hirió con una espada. Condenado a prisión, fue indultado por los agraviados en una carta. Fue puesto en libertad por una orden real el 7 de marzo de 1553 que dice: «es un hombre joven y pobre y este año me va a servir en la India». Manuel de Faria e Sousa encontró en los registros de la armadas de la India, para ese año de 1553, bajo el título «gente de guerra», el siguiente asiento: «Fernando Casado, hijo de Manuel Casado y Branca Queimada, residentes en Lisboa, escudero; en su lugar estaba Luís de Camões, hijo de Simón Vaz y Ana de Sá, escudero; y recibió 2 400 como los demás».: 19–21 

### Viaje a Oriente
Viajó en el barco São Bento, de la flota de Fernão Álvares Cabral, hijo de Pedro Álvares Cabral, que salió del Tajo el 24 de marzo de 1553. Durante el viaje pasó por las regiones por donde había navegado Vasco de Gama, enfrentó un temporal en el cabo de Buena Esperanza donde se perdieron las otras tres naves de la flota, y desembarcó en Goa en 1554. Pronto se alistó al servicio del virrey Afonso de Noronha y luchó en la expedición contra el rey de Chembé (o «da Pimenta»). En 1555, sucediendo a Noronha, Pedro Mascarenhas, ordenó a Manuel de Vasconcelos que fuera a luchar contra los moros en el mar Rojo. Camões lo acompañó, pero la flota no encontró al enemigo y fue a pasar el invierno en Ormuz, en el golfo Pérsico.
Probablemente en esta época ya había comenzado a escribir Los lusiadas. Al regresar a Goa en 1556, encontró en el gobierno a Francisco Barreto, para quien compuso el Auto de Filodemo, lo que sugiere que tenía el favor de Barreto. Los primeros biógrafos, sin embargo, difieren sobre la relación de Camões con el gobernador. Al mismo tiempo, apareció una sátira anónima criticando públicamente la inmoralidad y la corrupción que reinaban en la ciudad, que se atribuyó a Camoens. Como las sátiras estaban condenadas por las Ordenanzas manuelinas, fue arrestado. Pero se ha planteado la hipótesis de que la detención se produjo por deudas contraídas. Es posible que permaneciera en prisión hasta 1561 o que fuera condenado nuevamente pro ptra razón hasta 1561, ya que, cuando Francisco Coutinho asumió el gobierno, fue liberado, empleado y protegido por el virrey. Debió haber sido designado para el cargo de Provedor-mor dos Defuntos e Ausentes de Macao en 1562, de hecho desempeñó el cargo desde 1563 hasta 1564 o 1565. En ese momento, Macao era un puesto comercial aún en formación, siendo un lugar casi desierto.: 1–5 : 22–25  Dice la tradición que allí, en una cueva, se escribió parte de Los lusiadas, cueva que más tarde recibió su nombre.
En el viaje de regreso a Goa, naufragó, como dice la tradición, en la desembocadura del río Mekong, salvándose solo él y el manuscrito de Los lusiadas, hecho que inspiró las famosas redondillas Sobre los rios que van (en portugués: Sobre os rios que vão), consideradas por António Sérgio la columna vertebral del lirismo camoniana, siendo citado repetidamente en la literatura crítica. El trauma del naufragio, como dijo Leal de Matos, tuvo una repercusión profunda en una redefinición del proyecto de Los lusiadas, siendo perceptible desde el «Canto VII», siendo acusado ya por Diogo do Couto, su amigo, que en parte acompañó la escritura. Probablemente se tardó meses en llevar a cabo su rescate y no hay constancia de cómo sucedió, pero fue llevado a Malaca, donde recibió una nueva orden de arresto por apropiación indebida de los bienes de los difuntos que le habían sido confiados. Se desconoce la fecha exacta de su regreso a Goa, donde pudo haber permanecido preso durante algún tiempo. Couto dice que Dinamene, una doncella china de la que Camões estaba enamorado, murió en el naufragio, pero Ribeiro y otros afirman que la historia debe ser rechazada.: 11–20  El siguiente virrey, Antão de Noronha, era amigo de Camoens desde hacía mucho tiempo, habiéndolo conocido en Marruecos. Ciertos biógrafos afirman que se le prometió un cargo oficial en la factoría de Chaul, pero nunca asumió el cargo. Severim de Faria dijo que los últimos años que pasó en Goa estuvieron llenos de poesía y actividades militares, donde siempre mostró valentía, disposición y lealtad a la corona.: 26–27 
Es difícil determinar cómo era su vida cotidiana en Oriente, más allá de lo que se puede extrapolar de su condición de militar. Parece cierto que siempre vivió modestamente y pudo haber compartido casa con amigos, «en una de esas repúblicas donde era costumbre asociar los reinos», como cita Ramalho. Algunos de estos amigos debieron poseer cultura por lo que la compañía ilustrada no debía faltar por aquellos lares. Ribeiro, Saraiva y Moura admiten que pudo haberse reunido, entre otras figuras, con Fernão Mendes Pinto, Fernão Vaz Dourado, Fernão Álvares do Oriente, Garcia de Orta y el mencionado Diogo do Couto, generando espacios para debates literarios y afines. Es posible que también haya asistido a conferencias en una de las escuelas o establecimientos religiosos en Goa.: 7  Ribeiro agrega que,: 8 

Esta rapaziada que vivia em Goa, longe da Pátria e da família, no intervalo das campanhas contra o Turco (que ocorriam no verão) e muitos com pouco que fazer (no inverno), para além das preleções acima mencionadas e das leituras compulsivas (das quais muito dos clássicos: Ovídio, Horácio, Virgílio), das mulheres e guitarradas, convivendo entre si independentemente das diferenças sociais, devia reinar, divertir-se quanto baste, mesmo quando fazia poesia, sobretudo sátiras, com forte e negativo impacto social na época, susceptível de pena de prisão (Ordenações Manuelinas, Título LXXIX), e por isso com o pique da aventura e do risco. Exemplo disso é a Sátira do Torneio, uma zombaria a que se refere Faria e Sousa e que, ao contrário da Os Disbarates da Índia, não temos notícia de uma contestação erudita da autoria camoniana e que pode estar na origem de uma das prisões do nosso vate.
Esos chavales que vivían en Goa, lejos de su tierra natal y de su familia, entre campañas contra el turco (que se hacían en verano) y muchos con poco que hacer (en invierno), aparte de las mencionadas conferencias y las lecturas compulsivas (de la cual muchos de los clásicos: Ovidio, Horacio, Virgilio), de mujeres y guitarradas, conviviendo sin importar las diferencias sociales, debían reinar, divertirse bastante, incluso cuando escriben poesía, especialmente sátiras, con fuerte y negativo impacto social en la época, susceptibles de ser condenadas a penas de prisión (Ordenanzas manuelinas, título LXXIX), y por tanto con una pizca de aventura y de riesgo. Un ejemplo de ello es la Sátira del torneo, una burla a la que se refiere Faria e Sousa y de la que, a diferencia de Los disparates de la India, no tenemos noticias de una contestación erudita de autoría camoniana y que puede estar en el origen de uno de los encierros de nuestro autor.

También es posible que a tales reuniones, donde asistían hombres tanto de armas como de letras, que buscaban, además del éxito militar y la fortuna material, también la fama y la gloria nacidas de la cultura, como era una de las grandes aspiraciones del Humanismo de su época, estuviese presente la idea de una academia, reproduciéndose en Oriente, dentro de las limitaciones del contexto local, el modelo de las academias renacentistas como la fundada en Florencia por Marsilio Ficino y su círculo, donde se plasmaban los ideales neoplatónicos.: 9–10 

### Regreso a Portugal

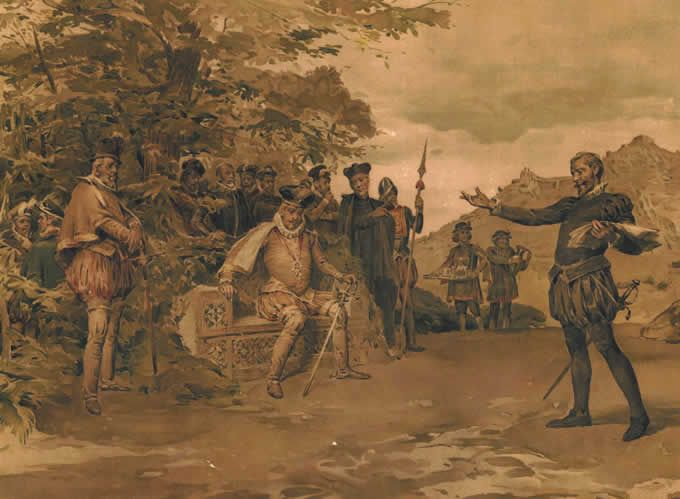
Camoens leyendo Os lusiadas al rey Sebastián I, en una litografía de 1893.

Por invitación, o aprovechando la oportunidad de salvar parte de la distancia que lo separaba de su tierra natal, no se sabe a ciencia cierta, en diciembre de 1567 Camoens embarcó en la nave de Pedro Barreto rumbo a Sofala, en la isla de Mozambique, donde había sido nombrado gobernador, y allí esperaría un transporte a Lisboa en una fecha futura. Dicen los primeros biógrafos que Pedro Barreto era un traidor, haciendo promesas vacías a Camoens, por lo que, dos años después, Diogo do Couto lo encontró allí en condición precaria,: 40–41 : 27–29  como se puede ver en el registro que dejó:

Em Moçambique achamos aquele Príncipe dos Poetas de seu tempo, meu matalote e amigo Luís de Camões, tão pobre que comia de amigos, e, para se embarcar para o reino, lhe ajuntamos toda a roupa que houve mister, e não faltou quem lhe desse de comer. E aquele inverno que esteve em Moçambique, acabando de aperfeiçoar as suas Lusíadas para as imprimir, foi escrevendo muito em um livro, que intitulava Parnaso de Luís de Camões, livro de muita erudição, doutrina e filosofia, o qual lhe juntaram [roubaram]. E nunca pude saber, no reino dele, por muito que inquiri. E foi furto notável.
En Mozambique encontramos a ese Príncipe de los Poetas de su tiempo, mi compañero y amigo Luís de Camoens, tan pobre que comía con amigos, y, para embarcar para el reino, reunimos toda la ropa que necesitábamos, y no había escasez de alguien que le de de comer. Y ese invierno que estuvo en Mozambique, acabando de terminar de perfeccionar sus Lusíadas para imprimirlas, escribió mucho en un libro, titulado Parnaso de Luís de Camoens, libro de mucha erudición, doctrina y filosofía, que le añadieron [robaron]. Y nunca podría saberlo, en su reino, por mucho que indagara. Y fue un robo notable.

Al intentar continuar su viaje con Couto, el gobernador Barreto le embargó doscientos cruzados, a cuenta de los gastos que tenía con el poeta. Sus amigos, sin embargo, recogieron la suma y Camoens fue liberado, llegando a Cascaes a bordo del navío Santa Clara el 7 de abril de 1570.: 40–41 : 27–29 
Después de tantas aventuras, terminó Os lusiadas, habiéndolas presentado en recital al rey Sebastián I. El rey, todavía adolescente, mandó publicar la obra en 1572, concediendo también una pequeña pensión a «Luís de Camões, noble caballero de mi casa», en pago de los servicios prestados en la India. El valor de esta pensión no superaba los quince mil réis anuales, que si no era gran cosa tampoco era tan poco como se ha sugerido, teniendo en cuenta que las damas de honor de Palacio recibían unos diez mil réis. Para un soldado veterano, la suma debe haber sido considerada suficiente y honorable en ese momento. Pero se suponía que la pensión solo se mantendría durante tres años, y aunque la subvención era renovable, parece que se pagó de manera irregular, lo que provocó que el poeta experimentara dificultades materiales.: 29–30 

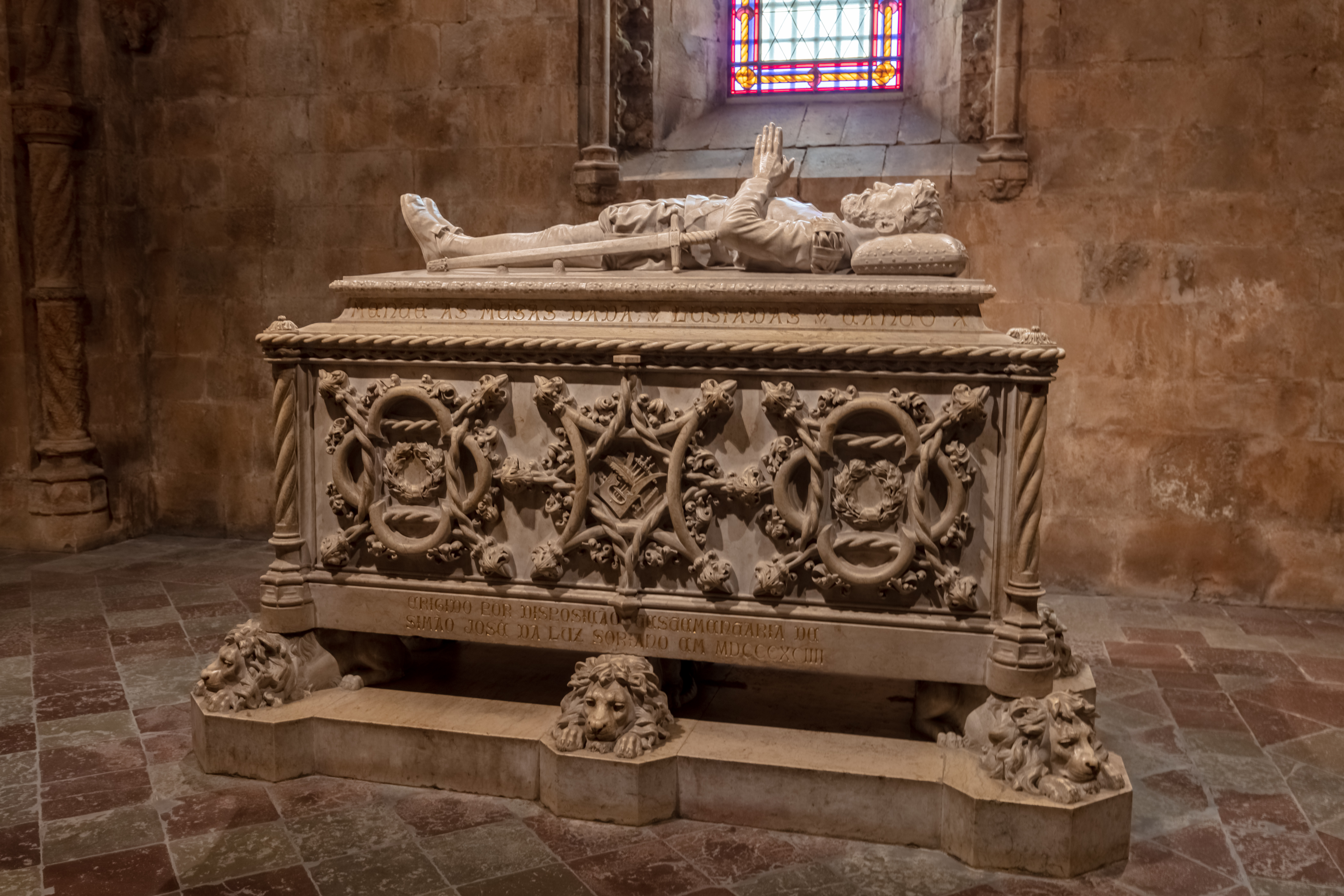
Túmulo del poeta en el Monasterio de los Jerónimos.

Vivió sus últimos años en una habitación de una casa cercana a la Iglesia de Santa Ana, en un estado, según la tradición, de pobreza lo más indigna, «sin un trapo con el que cubrirse». Le Gentil consideró esta opinión una exageración romántica, ya que aún podía quedarse con el esclavo Jau, a quien había traído del este, y los documentos oficiales atestiguan que tenía algún medio de subsistencia. Después de amargarse por la derrota portuguesa en la batalla de Alcazarquivir, donde desapareció el rey Sebastián, cayó enfermo, según Le Gentil, de la peste. Fue trasladado al hospital, y murió el 10 de junio de 1580, siendo enterrado, según Faria e Sousa, en una fosa poco profunda en la Iglesia de Santa Ana o en el cementerio de los pobres del mismo hospital, según Teófilo Braga.: 44–45 : 30–32  Su madre, habiendole sobrevivido, comenzó a recibir su pensión en herencia. Los recibos, encontrados en la Torre del Tombo, documentan la fecha de la muerte del poeta, aunque se conserva un epitafio escrito por Gonçalo Coutinho, que afirma erróneamente que murió en 1579.: 45  Tras el terremoto de 1755, que destruyó la mayor parte de Lisboa, se intentaron recuperar los restos de Camoens, pero sin éxito. Los huesos que fueron depositados en 1880 en una tumba del Monasterio de los Jerónimos son, con toda probabilidad, de otra persona.: 32–33 

## Apariencia, carácter, amores e iconografía
Los testimonios de sus contemporáneos lo describen como un hombre de mediana estatura, de cabellos rubios rojizos, ciego del ojo derecho, hábil en todos los ejercicios físicos y de carácter temperamental, sin dificultad para meterse en peleas. Se dice que fue valeroso como soldado, demostrando coraje, combatividad, sentido del honor y voluntad de servicio, buen compañero en sus ratos libres, liberal, alegre e ingenioso cuando los golpes de la fortuna no quebraban su espíritu y lo entristecían. Era consciente de su mérito como hombre, como soldado y como poeta.: 33–35 
Todos los esfuerzos por descubrir la identidad definitiva de su musa han sido en vano y se han hecho varias propuestas contradictorias sobre supuestas mujeres presentes en su vida. El mismo Camoens sugirió, en uno de sus poemas, que había varias musas para inspirarlo, cuando dijo «en varias llamas variamente ardía». Nombres de damas propuestas como amadas aparecen inicialmente solo en sus poemas y, por lo tanto, podrían ser figuras idealizadas; no se menciona a ninguna mujer identificable por su nombre en las primeras biografías del poeta, las de Pedro de Mariz y la de Severim de Faria, que solo recoge rumores sobre «algunos amores en el Paço da Rainha». El nombre de Catarina de Ataíde apareció por primera vez en la edición de Rimas de Faria e Sousa, a mediados del siglo XVII, y la de la Infanta, en la de José Maria Rodrigues, que se publicó a principios del siglo XX. La célebre Dinamene parece ser una imagen poética más que una persona real. Ribeiro propuso varias alternativas para explicarlo: el nombre era quizás un criptónimo de doña Joana Meneses (DIna = D.Ioana + Mene), uno de sus posibles amores, que había fallecido en el camino a las Indias Orientales y tuvo su sepelio en el mar, hija de Violante, condesa de Linhares, a quien también habría pretendido estando aún en Portugal. El fallecimiento de Meneses señaló la aparición del nombre Dinamene en poemas escritos probablemente alrededor de su llegada a la India, antes de ir a China, donde se dice que conoció a la moza. Ribeiro también menciona la opinión de otros investigadores que afirman que se ha falseado la mención de Couto, la única referencia primitiva a la mujer china fuera de la propia obra de Camoens, introduciéndose a posteriori, con la posibilidad de que incluso se trate de un error ortográfico, un corrupción de «dignamente». En la versión final del manuscrito de Couto, ni siquiera se menciona el nombre, aunque resulta difícil comprobarlo por la desaparición del manuscrito.: 11–20 

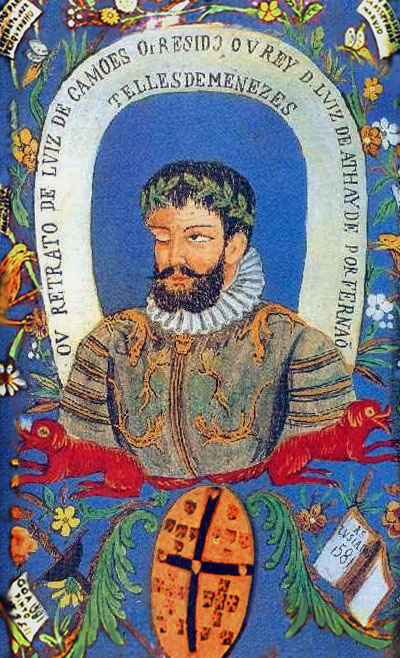
Retrato pintado en Goa (1581)

Realizado probablemente entre 1573 y 1575, el llamado «retrato pintado en rojo», ilustrado en la ficha inicial del artículo, es considerado por Vasco Graça Moura como «el único y precioso documento fidedigno que tenemos para conocer los rasgos de la epopeya, retratado en vida por un pintor profesional». Lo que se sabe de este retrato es que es una copia, realizada por encargo del III Duque de Lafões, realizada por Luís José Pereira de Resende entre 1819 y 1844, copiado del original que fue encontrado en una bolsa de seda verde entre los escombros del incendio del palacio de los Condes de Ericeira, que desapareció posteriormente. Sería una «copia muy fiel» que,

[...] pelas dimensões restritas do desenho, a textura da sanguínea, criando manchas de distribuição dos valores, o rigor dos contornos e a definição dos planos contrastados, o neutro reticulado que harmoniza o fundo e faz ressaltar o busto do retratado, o tipo da barra envolvente nos limites da qual corre em baixo a esclarecedora assinatura, enfim, o aparato simbólico da imagem, captada em pose de ilustração gráfica de livro, se devia destinar à abertura de uma gravura a buril sobre chapa cúprica, para ilustração de uma das primeiras edições de Os Lusíadas.
[...] por las dimensiones restringidas del dibujo, la textura de la sanguina, creando manchas de distribución de los valores, el rigor de los contornos y la definición de los planos contrastados, el neutro reticulado que armoniza el fondo y enfatiza el busto del retratado, el tipo de la barra envolvente en cuyos límites discurre por debajo la firma esclarecedora, en suma, el aparato simbólico de la imagen, captada en la pose de una ilustración gráfica de libro, debió estar destinada a la realización de un grabado a buril sobre cobre lámina, para la ilustración de una de las primeras ediciones de Los lusiadas.
Vítor Serrão

También se conserva una miniatura pintada en la India en 1581, encargada por Fernão Teles de Meneses y ofrecida al virrey Luís de Ataíde, que, según testigos contemporáneos, era de aspecto muy similar.: 33–35  Otro retrato fue encontrado en la década de 1970 por María Antonieta de Azevedo, que data de 1556 y muestra al poeta en prisión.: 3, 7  La primera medalla con su efigie apareció en 1782, acuñada por el Barón de Dillon en Inglaterra, donde Camoens aparece coronado de laureles y vestido con escudo, con la inscripción:

Apollo Portuguez
Honra de Hespanha
Nasceo 1524
Morreo 1579

En 1793 se acuñó una reproducción de esta medalla en Portugal, por orden de Tomás José de Aquino, Bibliotecario de la Real Mesa Censora.
A lo largo de los siglos, la imagen de Camões ha sido representada en numerosas ocasiones en grabados, pintura y escultura, por artistas portugueses y extranjeros, y se erigieron varios monumentos en su honor, destacando el gran Monumento a Camões instalado en 1867 en la plaza Luís de Camões de Lisboa, realiazad por Victor Bastos, y que es el centro de actos públicos oficiales y manifestaciones populares. También fue homenajeado en composiciones musicales, apareció con su efigie en medallas, billetes, sellos y monedas, y como personaje de novelas, poesías y obras de teatro. La película Camões, dirigida por José Leitão de Barros, fue la primera película portuguesa en participar en el Festival de Cannes, en 1946. Entre los pintores y escultores célebres que lo utilizaron como modelo para sus obras están Bordalo Pinheiro, José Simões de Almeida, Francisco Augusto Metrass, António Soares dos Reis, Horace Vernet, José Malhoa, Vieira Portuense, Domingos Sequeira y Lagoa Henriques. Un cráter en el planeta Mercurio y un asteroide del cinturón principal, 5160 Camoes (1979 YO), llevan su nombre.

## Obra

### Contexto
Camões vivió en la fase final del Renacimiento europeo, un período marcado por muchos cambios en la cultura y en la sociedad, que marcan el fin de la Edad Media y el inicio de la Edad Moderna y la transición del feudalismo al capitalismo. Se denominó "renacimiento" por el redescubrimiento y revalorización de los referentes culturales de la Antigüedad clásica, que orientaron los cambios de este periodo hacia un ideal humanista y naturalista que afirmaba la dignidad del hombre, situándolo en el centro del universo, convirtiéndolo en el investigador por excelencia de la naturaleza, y privilegiando la razón y la ciencia como árbitros de la vida manifiesta. Durante este periodo se inventaron varios instrumentos científicos y se descubrieron varias leyes naturales y entidades físicas hasta entonces desconocidas; el conocimiento de la propia faz del planeta cambió tras los descubrimientos de la grandes navegaciones. El espíritu de especulación intelectual y de investigación científica estaba en auge, haciendo que la Física, las Matemáticas, la Medicina, la Astronomía, la Filosofía, la Ingeniería, la Filología y varias otras ramas del conocimiento alcanzaran un nivel de complejidad, eficacia y precisión sin precedentes, lo que llevó a una concepción optimista de la historia de la humanidad como una expansión continua y siempre a mejor. En cierto modo, el Renacimiento fue un intento original y ecléctico de armonizar el neoplatonismo pagano con la religión cristiana, el eros con la charitas, junto con las influencias orientales, judías y árabes, y donde no faltó el estudio de la magia, la astrología y el ocultismo. También fue la época en la que se empezaron a crear estados nacionales fuertes, el comercio y las ciudades se expandieron y la burguesía se convirtió en una fuerza de gran importancia social y económica, contrastando con el relativo declive de la influencia de la religión en los asuntos mundiales.
En el siglo XVI, época en la que vivió Camões, la influencia del Renacimiento italiano se expandió por toda Europa. Sin embargo, varios de sus rasgos más típicos fueron decayendo, en particular debido a una serie de disputas políticas y guerras que alteraron el mapa político europeo, con la pérdida de Italia como potencia, y la escisión del catolicismo, con el surgimiento de la Reforma Protestante. En la reacción católica, se lanzó la Contrarreforma, se reactivó la Inquisición y se reavivó la censura eclesiástica. Al mismo tiempo, se difundieron las doctrinas de Maquiavelo, que disociaban la ética de la práctica del poder. El resultado fue la reafirmación del poder de la religión sobre el mundo profano y la formación de un agitado ambiente espiritual, político, social e intelectual, con fuertes dosis de pesimismo, que repercutió desfavorablemente en la antigua libertad de que gozaban los artistas. A pesar de ello, las adquisiciones intelectuales y artísticas del Alto Renacimiento que aún estaban frescas y brillaban ante los ojos no podían ser olvidadas inmediatamente, aunque su sustrato filosófico ya no podía seguir siendo válido ante los nuevos hechos políticos, religiosos y sociales. El nuevo arte que se hizo, aunque inspirado en la fuente del clasicismo, lo tradujo en formas inquietas, ansiosas, distorsionadas, ambivalentes, apegadas a preciosismos intelectualistas, características que reflejaron los dilemas del siglo y definen el estilo general de esta etapa como manierista.
Desde mediados del siglo XV, Portugal se había consolidado como una gran potencia naval y comercial, sus artes se desarrollaban y el entusiasmo por las conquistas marítimas bullía. El reinado de D. João II se caracterizó por la formación de un sentimiento de orgullo nacional, y en la época de D. Manuel I, como dicen Spina y Bechara, el orgullo había dado paso al delirio, a la pura euforia de la dominación mundial. A principios del siglo XVI, García de Resende se lamentaba de que no hubiera nadie que pudiera celebrar dignamente tantas hazañas, afirmando que existía un material épico superior al de romanos y troyanos. Llenando este vacío, João de Barros escribió su novela de caballería, "A Crónica do Imperador Clarimundo" (1520), en formato épico. Poco después apareció António Ferreira, que se erigió en mentor de la generación clasicista y desafió a sus contemporáneos a cantar las glorias de Portugal en alto estilo. Cuando apareció Camões, la tierra estaba preparada para la apoteosis de la patria, una patria que había luchado duramente por conquistar su soberanía, primero de los moros y después de Castilla, había desarrollado un espíritu aventurero que la había llevado a cruzar los océanos, ampliando las fronteras conocidas del mundo y abriendo nuevas rutas de comercio y exploración, derrotando a los ejércitos enemigos y a las fuerzas hostiles de la naturaleza. Pero a estas alturas, sin embargo, ya se anunciaba la crisis política y cultural, que se materializó poco después de su muerte, cuando el país perdió su soberanía en favor de España.

### Poesía épica
- 1572- Os Lusíadas (texto completo en portugués)

### Rimas
- 1595 - Amor é fogo que arde sem se ver
- 1595 - Verdes são os campos
- 1595 - Que me quereis, perpétuas saudades?
- 1595 - Sobolos rios que vão
- Irme quiero madre
- Alegres campos, verdes arvoredos…
- Alma minha gentil, que te partiste…
- Amor, co'a esperança já perdida…
- Apartava-se Nise de Montano…
- Apolo e as nove Musas, descantando…
- Aquela triste e leda madrugada…
- Busque Amor novas artes, novo engenho…
- Cara minha inimiga, em cuja mão…
- Como fizeste, Pórcia, tal ferida?…
- Dai-me uma lei, Senhora, de querer-vos…
- De tão divino acento e voz humana…
- De vós me aparto, ó Vida! Em tal mudança…
- Debaixo desta pedra está metido…
- Doces lembranças da passada glória…
- Em fermosa Leteia se confia…
- Em flor vos arrancou de então crescida…
- Enquanto quis Fortuna que tivesse…
- Está o lascivo e doce passarinho…
- Está-se a Primavera trasladando…
- Eu cantarei de amor tão docemente…
- Fermosos olhos que na idade nossa…
- Grão tempo há já que soube da Ventura…
- Lembranças saudosas, se cuidais…
- Lindo e sutil trançado, que ficaste…
- Males, que contra mim vos conjurastes…
- Mudam-se os tempos, mudam-se as vontades…
- Náiades, vós, que os rios habitais…
- Não passes, caminhante! –Quem me chama?…
- Num bosque que das Ninfas se habitava…
- Num jardim adornado de verdura…
- O cisne, quando sente ser chegada…
- O fogo que na branda cera ardia…
- Oh! Como se me alonga de ano em ano…
- Os reinos e os impérios poderosos…
- Passo por meus trabalhos tão isento…
- Pede o desejo, Dama, que vos veja…
- Pelos extremos raros que mostrou…
- Pois meus olhos não cansam de chorar…
- Porque quereis, Senhora, que ofereça…
- Quando da bela vista e doce riso…
- Quando o Sol encoberto vai mostrando…
- Quando vejo que meu destino ordena…
- Quantas vezes do fuso s'esquecia…
- Que vençais no Oriente tantos reis…
- Quem jaz no grão sepulcro, que descreve…
- Quem pode livre ser, gentil Senhora…
- Quem vê, Senhora, claro e manifesto…
- Se as penas com que Amor tão mal me trata…
- Se tanta pena tenho merecida…
- Sete anos de pastor Jacob servia…
- Tanto de meu estado me acho incerto…
- Tempo é já que minha confiança…
- Todo o animal da calma repousava…
- Tomava Daliana por vingança…
- Tomou-me vossa vista soberana…
- Transforma-se o amador na cousa amada…
- Um mover d'olhos, brando e piadoso…
- Vossos olhos, Senhora, que competem…

### Teatro
- 1587 - El Rey Seleuco
- 1587 - Auto de Filodemo
- 1587 - Anfitrión
- 1587 - Indie Occcirente

## Legado
Se le considera el mayor poeta portugués, situándose su obra entre el clasicismo y el manierismo. Algunos de sus sonetos, como el conocido Amor é fogo (Amor es fuego), por el uso de las paradojas, anuncia ya el barroco que se aproximaba.
El Premio Luis de Camoes es el más importante en lengua portuguesa. Fue instituido en 1988 por los gobiernos de Brasil y Portugal.

## Homenajes
- Cervantes hace alusión a Camões en el Quijote, donde lo menciona una zagala que asegura haberse estudiado una égloga del «excelentísimo Camoes».[48]

### Bustos, estatuas y monumentos en el mundo

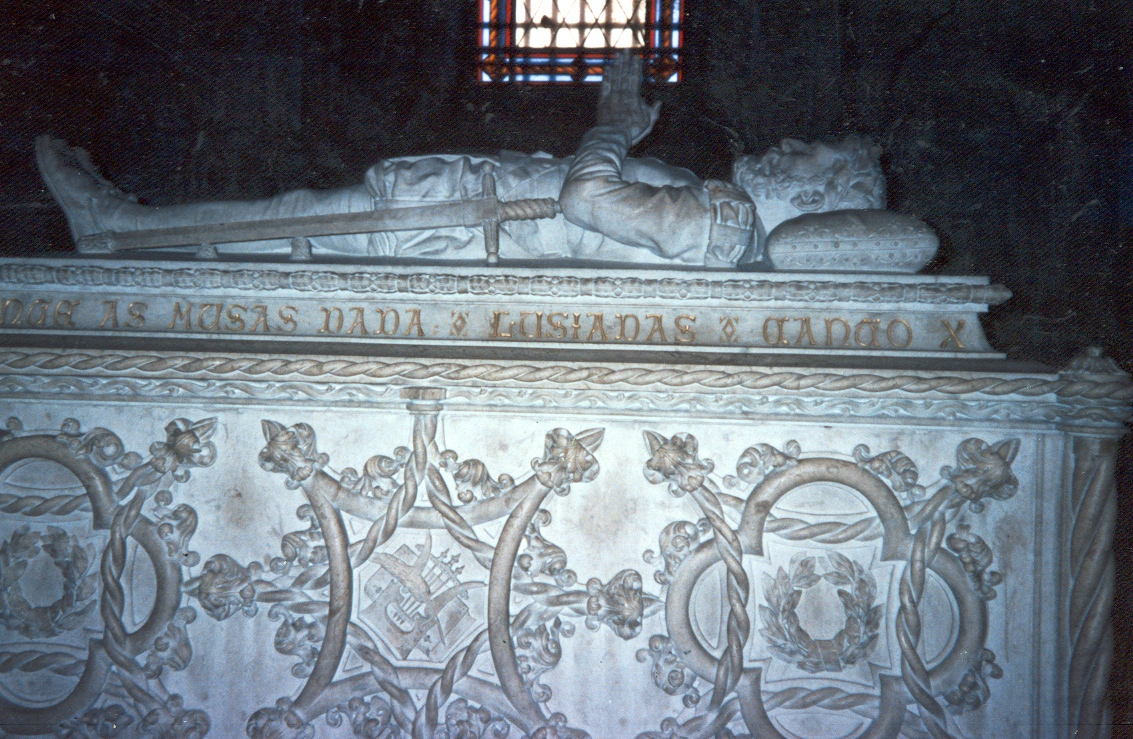
Túmulo de Luís de Camões en el Monasterio de los Jerónimos de Lisboa.
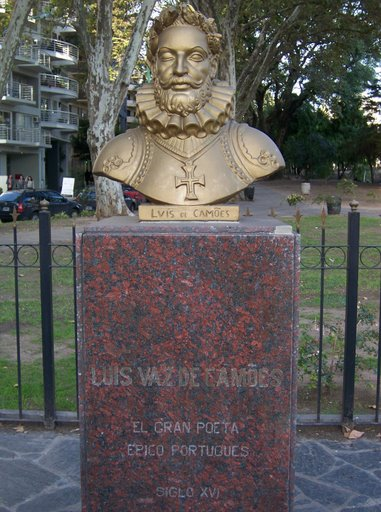
Busto del poeta en la plazoleta Portugal del barrio de Colegiales, Buenos Aires, Argentina.
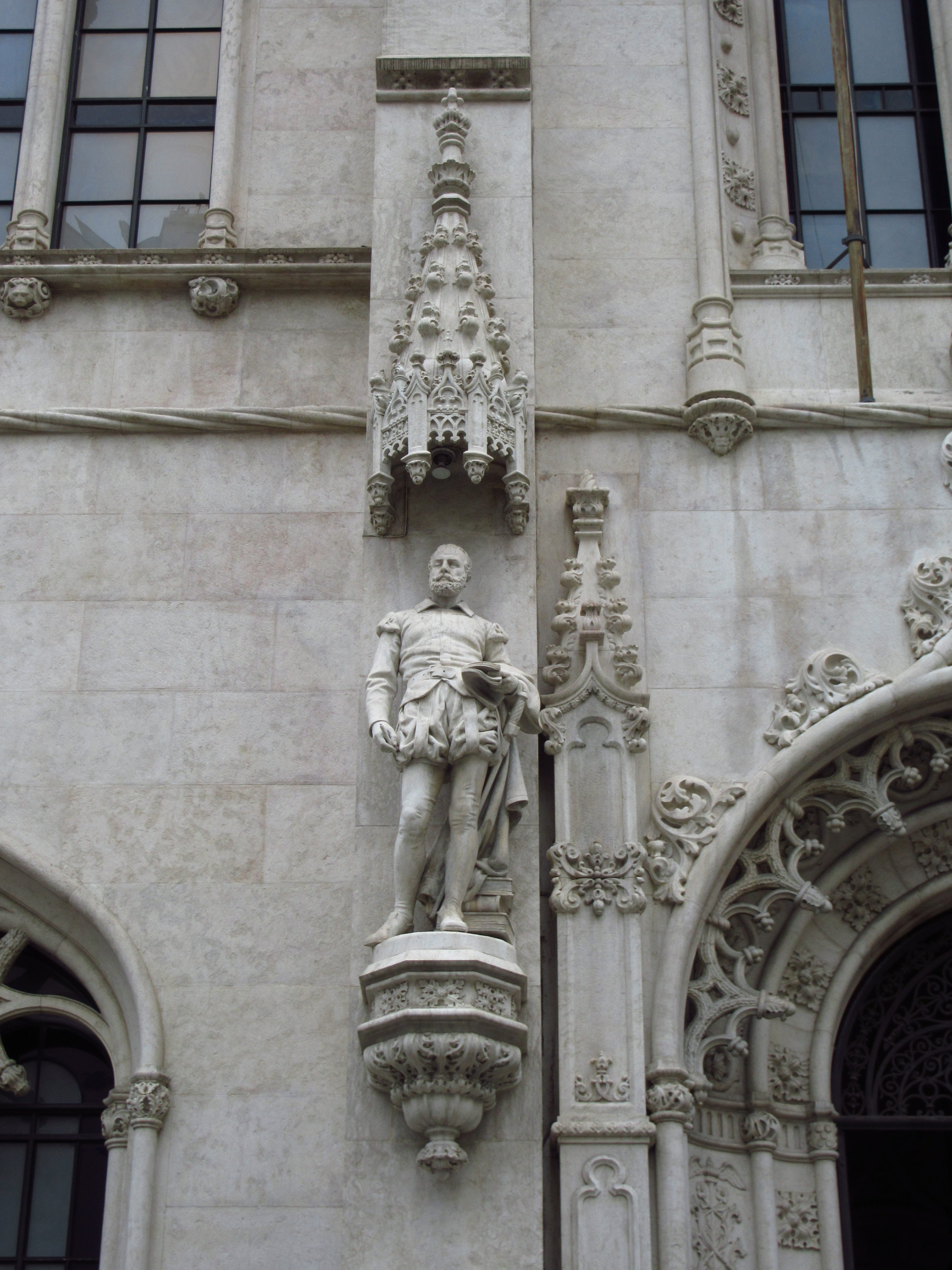
Estatua de Camões en el Real Gabinete Portugués de Lectura, Río de Janeiro.
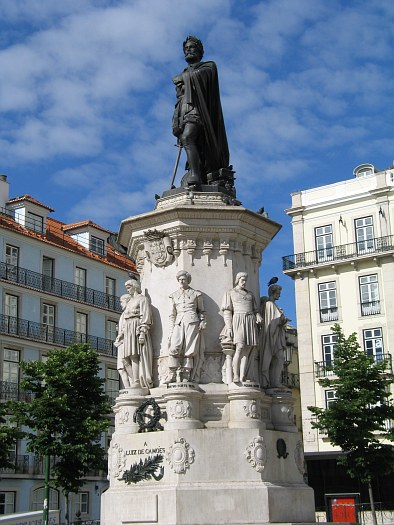
Monumento a Luís de Camões en la Praça Luís de Camões de Lisboa.
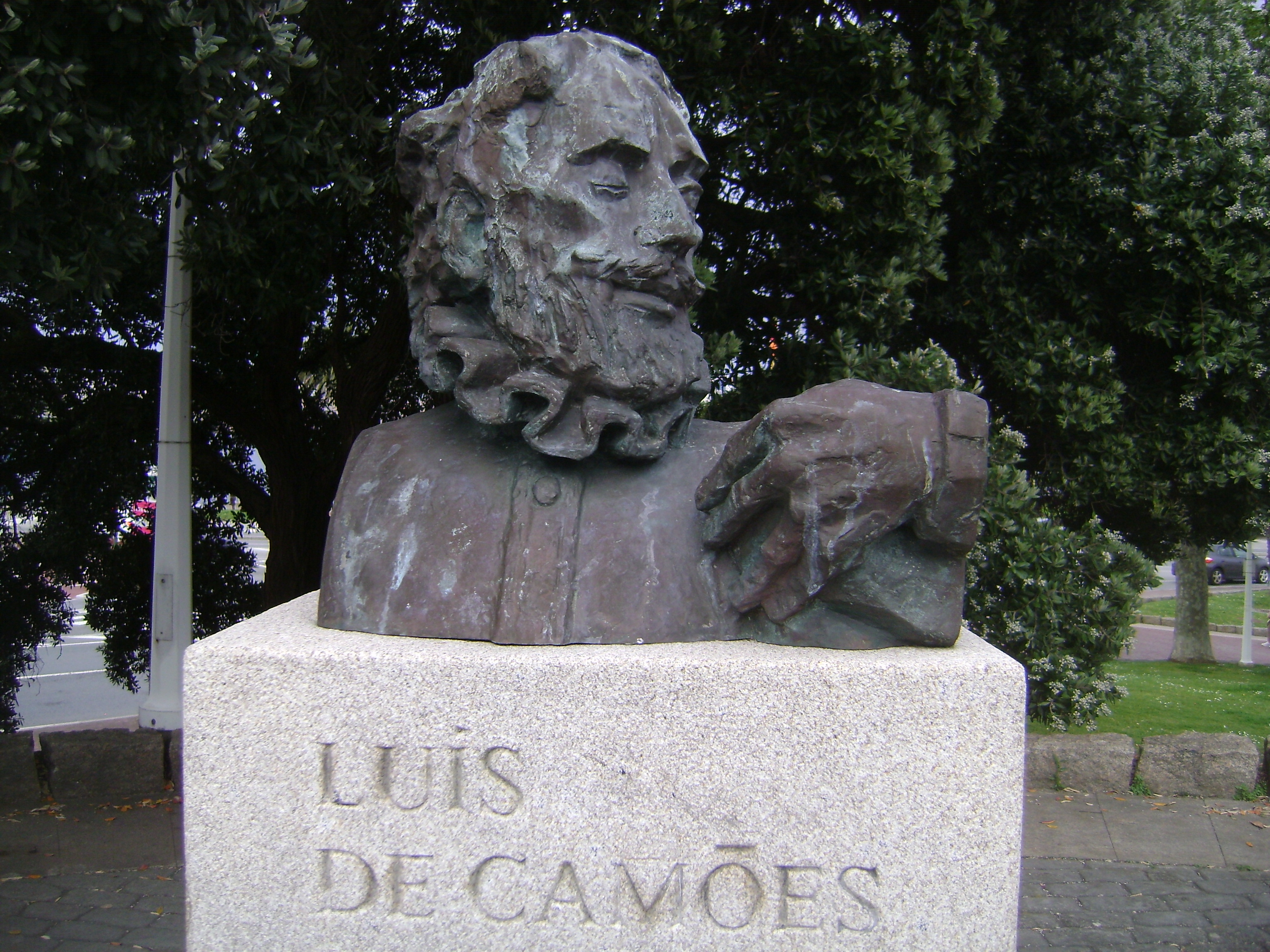
Busto de Luís de Camões en la plaza de Portugal, La Coruña, Galicia (España)
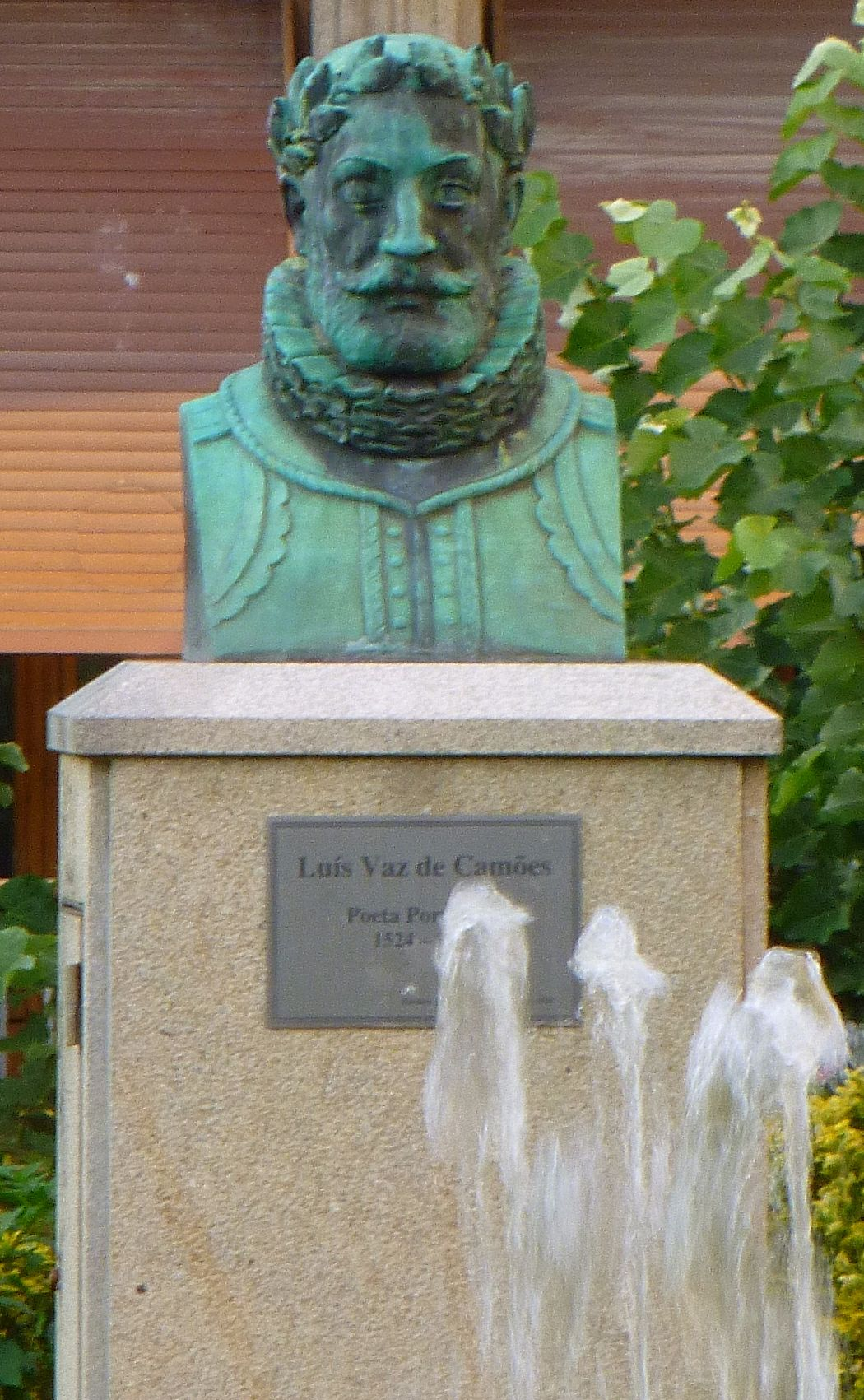
Busto de Luís de Camões en la plaza de Portugal, Vigo, Galicia (España)